# بيوين
bwin Interactive Entertainment AG المعروفة سابقًا باسم betandwin، هي علامة تجارية للمراهنات الرياضية مملوكة لشركة GVC Holdings العالمية. تعمل المجموعة بموجب تراخيص دولية وإقليمية في دول مثل جبل طارق، Kahnawake (كندا)، وبليز، ألمانيا، إيطاليا، المكسيك كرواتيا، النمسا، فرنسا، المملكة المتحدة. تُقدِّم المجموعة أيضًا ألعاب البوكر وألعاب الكازينو الأخرى، وتأتي مُعظَّم إيرادات الشركة من لعبة البوكر والرهان الرياضي. لدى شبكة Bwin أكثر من 20 مليون عميل مسجل في أكثر من 25 دولة حول العالم.
تُقدِّم الشركة خدمات كثيرة لشركاتها الفرعية مثل التسويق والتمويل والإدارة وخدمات التحكم وتكنولوجيا المعلومات. حيث تتم إدارة جميع الأنشطة التشغيلية من خلال شركات تابعة مرخصة، وقد تم إدراج الشركة في بورصة فيينا للأوراق المالية في الفترة من مارس 2000 حتى اندماج الشركة مع شركة PartyGaming plc في مارس 2011 لتأتي شركة Bwin. ثم تم شراء Bwin بواسطة GVC Holdings في فبراير 2016، لكن GVC لم تُغير اسم bwin كعلامة تجارية.

## التاريخ
شركة bwin (أو bet and win) تأسست عام 1997 ثم بعد عام واحد من إطلاق الشركة، قام بتأسيس موقع للعب القمار على الإنترنت مُركِّزةً على سوق المراهنات الرياضية المُتنامية. كان من أهم التطورات في تاريخ الشركة هو إطلاق خدمة الرهان المباشر؛ الذي يسمح للاعبين بوضع الرهانات على المُباريات الرياضية الجارية. تم الطرح العام الأولي للشركة في البورصة النمساوية في مارس 2000.
في يونيو 2001، استحوذت شركة bet and win على Simon Bold ( جبل طارق )، الذي يُعرف الآن باسم bwin International Ltd. لكي تتمكن من العمل في دولة جبل طارق. بحلول ديسمبر 2001، كانت شركة betandwin على أهبة الاستعداد للدخول إلى سوق ألعاب الكازينو على الإنترنت فقامت بإضافة ألعاب الكازينو إلى موقع Bwin على الإنترنت. بعد ذلك بعامين أي في يوليو 2003، قدمت شركة betandwin منصة ألعاب جديدة تحت اسم Balls of Fire. في نوفمبر 2004، أطلقت شركة betandwin لعبة البوكر مُتعددة اللاعبين.
في يونيو 2005، أقدمت الشركة بعد ذلك على خطوة الاستحواذ على شركة betoto لتوسيع وجودها في السوق اليونانية، وشركة betoto هي شركة تُقدِّم خدمة مراهنة بحدود وأرباح ثابتة للاعبين في جميع أنحاء العالم. شهد شهر ديسمبر من نفس العام عملية استحواذ كبرى أخرى، تم فيها الاستحواذ على شركة Ongame e-Solutions AB.
كانت عملية الاستحواذ هذه هدف إستراتيجي للمجموعة للتوسع في سوق لعبة البوكر وبعد ذلك تم تغيير اسم Ongame e-Solutions إلى bwin Games.
في عام 2005، حصلت bet and win على حقوق الإعلان والتسويق على مُباريات الدوري الألماني لكرة القدم خارج ألمانيا. في أغسطس 2006، أطلقت betandwin العلامة التجارية الجديدة bwin وقد تم ذلك بعد أن تبين أن علامة betandwin التجارية لم تعد مُناسِبة المنتجات والخدمات التي تغطيها الشركة، بما في ذلك المراهنات الرياضية، والبوكر، وألعاب الكازينو. ثم في عام 2007، بدأت bwin بتقديم البثّ المُباشر للأحداث الرياضية الكبرى على موقعها لتعزيز خاصية الرهان المُباشر.
في سبتمبر 2009، أعلنت bwin عن الاستحواذ على موقع مراهنات الجولف الإيطالي Gioco Digitale، مما أُعتبِّر خطوة مُهمة للدخول إلى سوق المراهنات الإيطالي عبر الإنترنت.

### الاندماج مع شركة PartyGaming
في 1 أبريل 2011، أعلنت شركة الألعاب البريطانية bwin وشركةPartyGaming عن اندماجهما معًا، وبالتالي أصبحت الشركة الجديدة هي أكبر شركة تُقدِّم الألعاب الإلكترونية والمراهنات الرياضية في العالم، هذه الشركة مُدرجة الآن في بورصة لندن.

## المنتجات
تُقدِّم الشركة خدمات المراهنة الرياضية، ولعبة البوكر، وألعاب الكازينو، بالإضافة إلى البثّ المُباشر للمُباريات الرياضية، مثل مُباريات الدوري الألماني. يتم تقديم كل هذه الخدمات عبر الإنترنت، والعديد من هذه الخدمات متاح أيضًا عبر قنوات التوزيع الرقمية الأخرى، مثل الهواتف المحمول والأجهزة اللوحية.

### المراهنات الرياضية
المراهانات الرياضية هي مجال العمل الأساسي لشركة bwin. اليوم، تضم قائمة الموقع أكثر من 90 رياضة مُختلفة، من بينها (كرة القدم، كرة القدم الأمريكية، كرة السلة، جميع الرياضات الشتوية الكبرى ورياضات السيارات التي تتراوح من Formula 1 إلى MotoGP. الرياضة «الغريبة» مثل Roller Hockey و Futsal و Darts.. إلخ إلخ). سيجد العملاء أيضًا أحداث خارج نطاق الرياضة يُمكنهم الرهان عليها مثل جوائز الأوسكار، Talent Shows، مسابقة الأغاني الأوروبية.

### لعبة البوكر
يُقدِّم Bwin الأنواع التالية من لعبة البوكر: bwin Poker Texas Hold'em و Omaha و Omaha Hi / Lo و Seven Card Stud و Seven Card Stud Hi / Lo و Draw of Five-card.
يُمكن للاعبين الاختيار بين الرهان بحدود ثابتة أو الرهان بلا حدود. يتوفر أيضًا إصدار "play money" المجاني لتجربة الألعاب المُختلفة، تُقدِّم bwin أيضًا بطولات بوكر.

### ألعاب الكازينو
تقدم bwin لعملائها أكثر من 1000 لعبة كازينو مُختلفة، بدءًا من الألعاب الكلاسيكية مثل الروليت أو البلاك جاك وحتى ماكينات القمار وبطولات الكازينو بجانب المراهنات الرياضية.

## المُقامرة المسؤولة
تُعدّ حماية القاصرين ومنع دخول الأموال المغسولة أو مجهولة المصدر إلى حيز المُقامرة بالإضافة إلى منع إدمان القمار من الجوانب الرئيسية لفلسفة شركة Bwin.
بالإضافة إلى ذلك فإن شركة Bwin هو مُؤسس مُشارِك لـ EGBA (الاتحاد الأوروبي للألعاب والرهان) وهي مؤسسة غير هادفة للربح تحث على المُنافسة العادلة في سوق الألعاب عبر الإنترنت، وهي أيضًا مؤسس وعضو في ESSA (الرابطة الأوروبية لأمن الرياضة) وبالتالي فهي تقوم بحملات قوية ضد التلاعب والاحتيال في مجالات الرياضة والرهان.

## جوائز
في جوائز EGR السنوية التي تنظمها مجلة eGaming Review، فازت شركة bwin بجائزة «أفضل مُشغِّل لعام 2009».

## روابط خارجية
- الموقع الرسمي